# خانواده امبرائر ئی-جت ئی۲
خانواده امبرائر ئی-جت ئی۲ (به انگلیسی: Embraer E-Jet E2 family) مجموعه ای از هواپیماهای مسافربری باریک پیکراست که توسط شرکت برزیلی سازنده هواپیمای امبرائر طراحی و تولید شده است. این هواپیمای جت دوموتوره توسعه ایی تدریجی از خانواده امبرائر ئی-جت می‌باشد.
این برنامه در نمایشگاه هوایی پاریس در ژوئن ۲۰۱۳ راه‌اندازی شد. خانواده ئی-جت ئی۲ نسبت به خانواده ئی-جت اولیه چندین پیشرفت را نشان می‌دهد، که مهم‌ترین آنها استفاده از موتور توربوفن پرت اند ویتنی پی‌دابلیو۱۰۰۰جی است. این خانواده هواپیما شامل سه نوع است که سطح مقطع بدنه یکسانی با طول‌های مختلف دارند و دارای سه بال بازطراحی‌شده متفاوت، کنترل‌های پرواز با سیم با سامانه‌های اویونیک جدید و کابین به‌روز شده هستند. این گونه‌ها بیشینه‌های وزن برخاست متفاوتی از ۴۴٫۶ تا ۶۲٫۵ تن (۹۸٬۰۰۰ تا ۱۳۸٬۰۰۰ پوند) و برد ۳٬۷۰۰ الی ۵٬۶۰۰ کیلومتر(۲٬۳۰۰ الی ۳٬۵۰۰ مایل) را پوشش می‌دهد.
اولین نوع، ئی۱۹۰-ئی۲، پرواز اولیه خود را در ۲۳ مه ۲۰۱۶ (۳ خردادماه ۱۳۹۵ خورشیدی)انجام داد و آزمایش پرواز بدون مشکل و مطابق با برنامه‌ریزی به انجام رسید. این هواپیما گواهینامه مرتبط را در ۲۸ فوریه ۲۰۱۸ دریافت نموده و سپس در ۲۴ آوریل همان سال به خریدار آن شرکت هواپیمایی نروژی ویدرو واگذار شده و وارد خدمت شد. گونه بزرگتر ئی۱۹۵-ئی۲ گواهینامه مرتبط را در آوریل ۲۰۱۹ دریافت نموده، آزول برزیلین ایرلاینز اولین خط هوایی بود که از این گونه استفاده نمود. گونه کوچکتر ئی۱۷۵-ئی۲ در ابتدا قرار بود در سال ۲۰۲۱ تحویل داده شود، اما این امر به دلیل کمبود تقاضا، تا سال ۲۰۱۷ به تعویق افتاد.

## کاربران
تا تاریخ آوریل ۲۰۲۴, ۱۲۴ فروند ئی-۲ جت در حال خدمت به ۱۴ کاربر شناخته شده غیرنظامی بودند، سه کاربر عمده این هواپیما عبارتند از: پورتر ایرلاینز (۳۷ فروند), آزول برزیلین ایرلاینز (۲۱ فروند) و کی‌ال‌ام سیتی‌هاپر با ۱۸ فروند هواپیمای درحال خدمت.

### فهرست کابران
| خط هوایی               | کشور مبدا | ئی۱۷۵-ئی۲ | ئی۱۹۰-ئی۲ | ئی۱۹۵-ئی۲ | خانواده ئی-۲ جت |
| ---------------------- | --------- | --------- | --------- | --------- | --------------- |
| ایر آستانا             | قزاقستان  | —         | ۲         | —         | ۳               |
| ایر پیس                | نیجریه    | —         | —         | ۵         | ۵               |
| آزول برزیلین ایرلاینز  | برزیل     | —         | —         | ۲۱        | ۲۱              |
| بینتر کاناریاس         | اسپانیا   | —         | —         | ۱۲        | ۱۲              |
| هلوتیک ایرویز          | سوئیس     | —         | ۸         | ۴         | ۱۲              |
| کی‌ال‌ام سیتی‌هاپر        | هلند      | —         | —         | ۱۸        | ۱۸              |
| لوت پولیش ایرلاینز     | لهستان    | —         | —         | ۳         | ۳               |
| پایونیر آسترالیا       | استرالیا  | —         | ۱         | —         | ۱               |
| پلاکار لینهاز آئریاس   | برزیل     | —         | ۱         | —         | ۱               |
| پورتر ایرلاینز         | کانادا    | —         | —         | ۳۷        | ۳۷              |
| هواپیمایی پادشاهی اردن | اردن      | —         | ۲         | ۲         | ۴               |
| اسکوت                  | سنگاپور   | —         | ۵         | —         | ۵               |
| تی‌یوآی فلای بلجیوم     | بلژیک     | —         | —         | ۲         | ۲               |
| ویدرو                  | نروژ      | —         | ۳         | —         | ۳               |
| تعداد کل               | —         | —         | ۲۲        | ۱۰۳       | ۱۲۵             |

Source: 

### Model summary
| گونه            | سفارش‌ها | تحویل داده شده | درحال تولید |
| --------------- | ------- | -------------- | ----------- |
| ئی۱۷۵-ئی۲       | —       | —              | —           |
| ئی۱۹۰-ئی۲       | ۵۲      | ۲۷             | ۲۵          |
| ئی۱۹۵-ئی۲       | ۲۸۴     | ۱۲۸            | ۱۵۶         |
| خانواده ئی-۲-جت | ۳۳۶     | ۱۵۵            | ۱۸۱         |

Source: Embraer's order book تا تاریخ ۱۸ اکتبر ۲۰۲۴.

### تحویل سفارش‌ها بر اساس سال
|                | ۲۰۱۸ | ۲۰۱۹ | ۲۰۲۰ | ۲۰۲۱ | ۲۰۲۲ | ۲۰۲۳ | ۲۰۲۴ | جمع کل |
| -------------- | ---- | ---- | ---- | ---- | ---- | ---- | ---- | ------ |
| تحویل داده شده | ۴    | ۱۴   | ۱۱   | ۲۱   | ۱۹   | ۳۹   | ۴۷   | ۱۵۵    |

Source: Embraer.com تا تاریخ ۱۸ اکتبر ۲۰۲۴

## مشخصات
الگو:Sticky header
| گونه‌ها                              | ئی۱۷۵-ئی۲                                                                             | ئی۱۹۰-ئی۲                                                                             | ئی۱۹۵-ئی۲                                                                             |
| ----------------------------------- | ------------------------------------------------------------------------------------- | ------------------------------------------------------------------------------------- | ------------------------------------------------------------------------------------- |
| خدمه اتاق خلبان                     | دو                                                                                    | دو                                                                                    | دو                                                                                    |
| چیدمان عادی صندلی‌ها                 | ۸۰ (۱۲ کلاس تجاری + ۶۸ کلاس اقتصادی)                                                  | ۹۷ (۹ کلاس تجاری + ۸۸ کلاس اقتصادی)                                                   | ۱۲۰ (۱۲ کلاس تجاری + ۱۰۸ کلاس اقتصادی)                                                |
| چیدمان بیشینه صندلی‌ها               | ۹۰                                                                                    | ۱۱۴                                                                                   | ۱۴۶                                                                                   |
| عرض صندلی هواپیما                   | ۴۶ سانتیمتر (۱۸٫۳ اینچ)                                                               | ۴۶ سانتیمتر (۱۸٫۳ اینچ)                                                               | ۴۶ سانتیمتر (۱۸٫۳ اینچ)                                                               |
| عرض                                 | ۳۲٫۴۰ متر (۱۰۶ فوت ۴ اینچ)                                                            | ۳۶٫۲۵ متر (۱۱۸ فوت ۱۱ اینچ)                                                           | ۴۱٫۵۱ متر (۱۳۶ فوت ۲ اینچ)                                                            |
| ارتقا                               | ۹٫۹۸ متر (۳۲ فوت ۹ اینچ)                                                              | ۱۰٫۹۶ متر (۳۵ فوت ۱۱ اینچ)                                                            | ۱۰٫۹۱ متر (۳۵ فوت ۱۰ اینچ)                                                            |
| بازه بال                            | ۳۱٫۳۹ متر (۱۰۳ فوت ۰ اینچ)                                                            | ۳۳٫۷۲ متر (۱۱۰ فوت ۸ اینچ)                                                            | ۳۵٫۱۲ متر (۱۱۵ فوت ۳ اینچ)                                                            |
| مساحت بال                           | ۸۲ متر مربع (۸۸۰ فوت مربع)                                                            | ۱۰۳ متر مربع (۱٬۱۱۰ فوت مربع)                                                         | ۱۰۳ متر مربع (۱٬۱۱۰ فوت مربع)                                                         |
| نسبت ابعادی                         | ۱۲٫۰۲                                                                                 | ۱۱٫۰۴                                                                                 | ۱۱٫۹۷                                                                                 |
| بیشینه وزن برخاست                   | ۴۴٬۶۰۰ کیلوگرم (۹۸٬۳۰۰ پوند)                                                          | ۵۶٬۴۰۰ کیلوگرم (۱۲۴٬۳۰۰ پوند)                                                         | ۶۲٬۵۰۰ کیلوگرم (۱۳۷٬۸۰۰ پوند)                                                         |
| وزن خالی عملیاتی                    |                                                                                       | ۳۳٬۰۰۰ کیلوگرم (۷۳٬۰۰۰ پوند)                                                          | ۳۵٬۷۰۰ کیلوگرم (۷۸٬۷۰۵ پوند)                                                          |
| بیشینه بار مفید                     | ۱۰٬۶۰۰ کیلوگرم (۲۳٬۴۰۰ پوند)                                                          | ۱۳٬۵۰۰ کیلوگرم (۲۹٬۸۰۰ پوند)                                                          | ۱۶٬۱۵۰ کیلوگرم (۳۵٬۶۰۰ پوند)                                                          |
| بیشینه سوخت                         | ۸٬۵۲۲ کیلوگرم (۱۸٬۷۸۸ پوند)                                                           | ۱۳٬۶۹۰ کیلوگرم (۳۰٬۱۸۰ پوند)                                                          | ۱۳٬۶۹۰ کیلوگرم (۳۰٬۱۸۰ پوند)                                                          |
| برخاست (بیشینه وزن برخاست، ISA, SL) | ۱٬۷۳۰ متر (۵٬۶۸۰ فوت)                                                                 | ۱٬۶۱۵ متر (۵٬۲۹۹ فوت)                                                                 | ۱٬۸۴۰ متر (۶٬۰۴۰ فوت)                                                                 |
| فرود (بیشینه وزن فرود، ISA, SL)     | ۱٬۳۰۰ متر (۴٬۳۰۰ فوت)                                                                 | ۱٬۲۱۵ متر (۳٬۹۸۶ فوت)                                                                 | ۱٬۲۹۰ متر (۴٬۲۳۰ فوت)                                                                 |
| حداکثر سرعت                         | ماخ ۰٫۸۲ (۵۴۲ گره؛ ۱٬۰۰۵ کیلومتر بر ساعت؛ ۶۲۴ مایل بر ساعت) @ ۳۵٬۰۰۰ فوت (۱۱٬۰۰۰ متر) | ماخ ۰٫۸۲ (۵۴۲ گره؛ ۱٬۰۰۵ کیلومتر بر ساعت؛ ۶۲۴ مایل بر ساعت) @ ۳۵٬۰۰۰ فوت (۱۱٬۰۰۰ متر) | ماخ ۰٫۸۲ (۵۴۲ گره؛ ۱٬۰۰۵ کیلومتر بر ساعت؛ ۶۲۴ مایل بر ساعت) @ ۳۵٬۰۰۰ فوت (۱۱٬۰۰۰ متر) |
| سرعت کروز                           | ماخ ۰٫۷۸ (۵۱۶ گره؛ ۹۵۶ کیلومتر بر ساعت؛ ۵۹۴ مایل بر ساعت) @ ۳۵٬۰۰۰ فوت (۱۱٬۰۰۰ متر)   | ماخ ۰٫۷۸ (۵۱۶ گره؛ ۹۵۶ کیلومتر بر ساعت؛ ۵۹۴ مایل بر ساعت) @ ۳۵٬۰۰۰ فوت (۱۱٬۰۰۰ متر)   | ماخ ۰٫۷۸ (۵۱۶ گره؛ ۹۵۶ کیلومتر بر ساعت؛ ۵۹۴ مایل بر ساعت) @ ۳۵٬۰۰۰ فوت (۱۱٬۰۰۰ متر)   |
| Range (full pax)                    | ۲٬۰۰۰ مایل دریایی (۳٬۷۰۰ کیلومتر؛ ۲٬۳۰۰ مایل)                                         | ۲٬۸۵۰ مایل دریایی (۵٬۲۸۰ کیلومتر؛ ۳٬۲۸۰ مایل)                                         | ۳٬۰۰۰ مایل دریایی (۵٬۶۰۰ کیلومتر؛ ۳٬۵۰۰ مایل)                                         |
| سقف پرواز                           | ۱۲٬۰۰۰ متر (۴۱٬۰۰۰ فوت)                                                               | ۱۲٬۰۰۰ متر (۴۱٬۰۰۰ فوت)                                                               | ۱۲٬۰۰۰ متر (۴۱٬۰۰۰ فوت)                                                               |
| پیشرانه (۲دستگاه)                   | پرت اند ویتنی پی‌دابلیو۱۷۰۰جی                                                          | پرت اند ویتنی پی‌دابلیو۱۷۰۰جی                                                          | پرت اند ویتنی پی‌دابلیو۱۷۰۰جی                                                          |
| قطر فن                              | ۱۴۰ سانتیمتر (۵۶ اینچ)                                                                | ۱۹۰ سانتیمتر (۷۳ اینچ)                                                                | ۱۹۰ سانتیمتر (۷۳ اینچ)                                                                |
| رانش (۲×)                           | ۶۷ کیلونیوتن (۱۵٬۰۰۰ پوند-نیرو)                                                       | ۸۵–۱۰۲ کیلونیوتن (۱۹٬۰۰۰–۲۳٬۰۰۰ پوند-نیرو)                                            | ۸۵–۱۰۲ کیلونیوتن (۱۹٬۰۰۰–۲۳٬۰۰۰ پوند-نیرو)                                            |